# Айос-Панделеимонас (район Афин)
А́йос-Панделеи́монас (греч. Άγιος Παντελεήμονας «Святой Пантелеимон») — район Афин, образованный вокруг церкви Святого Пантелеимона. Район расположен между районами Като-Патисия и Кипсели. Улица Ахарнон пересекает район.
В районе Айос-Панделеимонас по улице Патасион, 44 находится Национальный археологический музей Афин.
Подавляющее большинство жителей района — иммигранты из азиатских или африканских стран. Весной 2009 года отношения между этническими греками и иммигрантами в Айос-Панделеимонас стали настолько напряженными, что это привело к ряду массовых уличных стычек, которые подавлялись афинской полицией.